# Riednersee
Riednersee är en sjö i Österrike.   Den ligger i förbundslandet Steiermark, i den centrala delen av landet, 180 km sydväst om huvudstaden Wien. Riednersee ligger 1 993 meter över havet.
I omgivningarna runt Riednersee växer i huvudsak blandskog. Runt Riednersee är det ganska glesbefolkat, med 42 invånare per kvadratkilometer.